# Arnold Auer
Arnold Auer (* 1956; † 10. März 2020 in Klagenfurt) war ein österreichischer Politiker (SPÖ) und Betriebsrat. Auer war von März bis Oktober 2009 Abgeordneter zum Kärntner Landtag.

## Leben
Auer war Vertragsbediensteter des Landeskrankenhaus Klagenfurt und Stellvertreter des Zentralbetriebsratsvorsitzenden der Kärntner Landeskrankenanstalten sowie Betriebsrat-Vorsitzender Stellvertreter am Landeskrankenhaus Klagenfurt. Er wurde bei der Landtagswahl 2009 in den Kärntner Landtag gewählt und am 31. März 2009 angelobt. Bereits am 1. Oktober 2009 legte er sein Mandat zurück. Nachdem Auer zum Vizepräsidenten der Arbeiterkammer Kärnten gewählt worden war vereinte er mit seiner Betriebsratstätigkeit und seinem Landtagsmandat insgesamt drei bezahlte, öffentliche Funktionen auf sich, wohingegen das SPÖ-Statut nur zwei öffentliche bezahlte Funktionen erlaubt. Auer trennte sich in der Folge von seinem Landtagsmandat, da ihn trotz der reizvolleren Entlohnung nach eigenen Aussagen die „politische Unkultur“ störe, wobei er bei seinem Rücktritt neben der allgemeinen Politkultur auch die Art der Umsetzung der neuen Parteiförderung und den politischen Gegner, insbesondere Kurt Scheuch kritisierte. Mitgrund für den Rücktritt könnten laut Medienberichten auch taktische Gründe gewesen sein, da er auf der einen Seite im Landtag Kurt Scheuch kritisieren und auf der anderen Seite als Betriebsrat mit Scheuch als Vorsitzendem des Aufsichtsrates der Kärntner Landeskrankenanstalten Kompromisse schließen musste.
Erst am 1. März 2020 ging er in Pension. In der Nacht zum 10. März ist der langjährige KABEG-Betriebsratsvorsitzende Auer nach schwerer Krankheit in Klagenfurt gestorben.